# Petri Kekki
Petri Kekki (Helsinki, 4 mei 1966) is een Finse schaker. In maart 2008 werd hij internationaal meester.
In april 2008 bereikte Kekki een FIDE-rating van 2411.
Petri Kekki komt in de SM-Liiga uit voor Matinkylän SK.

## Resultaten
- In 1985 won hij het Finse kampioenschap rapidschaak